# L'Épée et la Croix
Pour plus de détails, voir Fiche technique et Distribution.
L'Épée et la Croix (La spada e la croce) est un film Italien réalisé par Carlo Ludovico Bragaglia et sorti en 1958.

## Synopsis
Lors d'une révolte en Judée, Marie-Madeleine est enlevée par Barrabas. Gaius Marcellus, un centurion, la sauve et ils s'éprennent l'un de l'autre. Mais Marie-Madeleine part pour Jerusalem car elle a peur qu'il découvre qu'elle est courtisane et retrouve alors Anan, son ancien amant. Désespérée, elle décide de se convertir à la religion chrétienne.

## Fiche technique
- Titre : L'Épée et la Croix
- Titre italien d’origine : La spada e la croce
- Réalisation : Carlo Ludovico Bragaglia, assisté de Paolo Taviani
- Scénario : Sandro Continenza d’après une histoire de Ottavio Poggi
- Musique : Roberto Nicolosi
- Photographie : Raffaele Masciocchi
- Direction artistique : Giancarlo Bartolini Salimbeni
- Décors : Ernest Kromberg et Amedeo Mellone
- Costumes : Graziella Urbinati
- Montage : Renato Cinquini
- Chorégraphie : Filippo Morucci
- Production : Ottavio Poggi
- Sociétés de production : Liber Film
- Pays d’origine :  Italie
- Langue : italien
- Format : couleur (Ferraniacolor) — 35 mm — 2.35:1 — Son : Mono
- Genre : Péplum
- Durée : 105 minutes
- Date de sortie : Italie : 22 décembre 1958

## Distribution
- Yvonne De Carlo  (VF : Claire Guibert) : Marie de Magdala
- Jorge Mistral  (VF : René Arrieu) : Gaio Marcello (Gaius Marcellus en VF)
- Rossana Podestà  (VF : Jeanine Freson) : Marthe, sœur de Marie
- Massimo Serato  (VF : Michel Gatineau) : Anan
- Andrea Aureli  (VF : Jean-Marie Amato) : Barabbas
- Mario Girotti : Lazare de Béthanie
- Nando Tamberlani  (VF : Jacques Berlioz) : Caïphe
- Philippe Hersent : Ponce Pilate
- Rosanna Rory : Claudia
- Aldo Pini (VF : Raymond Loyer) : Claudio Africo (Claude l'Africain en VF)
- Leonardo Bragaglia  (VF : Camille Guérini) : le vieillard
- Roberto Cesana : Marco
- Giulio Battiferri : centurion romain
- Franco Fantasia : Ezra
- Roberto Morgani : Judas
- Nadia Brivio : Livia
- Et avec les voix françaises de Pierre Leproux : (l'émissaire du roi Hérode), Louis Arbessier, Jean-Henri Chambois (Membres du Sanhédrin)